# بسان
بسان(نام علمی: Luciobarbus pectoralis) نام یک گونه از تیره کپورماهیان است.